# Бузана
Бузана (итал. Busana) —  коммуна в Италии, в провинции Реджо-нель-Эмилия области Эмилия-Романья.
Население составляет 1278 человек (2008 г.), плотность населения составляет 42 чел./км². Занимает площадь 30 км². Почтовый индекс — 42032. Телефонный код — 0522.
Покровителем населённого пункта считается святой San Venanzio abate.

## Демография
Динамика населения:

## Администрация коммуны
- Официальный сайт: